# Guêpier des Célèbes
Meropogon forsteni
Genre
Espèce
Statut de conservation UICN

 LC  : Préoccupation mineure
Le Guêpier des Célèbes (Meropogon forsteni) est une espèce d'oiseaux de la famille des Meropidae.

## Répartition
Cet oiseau est endémique à l'île de Célèbes (ou Sulawesi).